# Tiquisate
Tiquisate är en ort i Guatemala.   Den ligger i kommunen Município de Tiquisate och departementet Departamento de Escuintla, i den sydvästra delen av landet, 100 km väster om huvudstaden Guatemala City. Tiquisate ligger 71 meter över havet och antalet invånare är 18 189.
Terrängen runt Tiquisate är platt. Runt Tiquisate är det ganska tätbefolkat, med 96 invånare per kvadratkilometer. Tiquisate är det största samhället i trakten. Omgivningarna runt Tiquisate är en mosaik av jordbruksmark och naturlig växtlighet.